# Xinqiao (köping i Kina, Guangxi)
Xinqiao (kinesiska: 新桥镇, 新桥) är en köping i Kina. Den ligger i den autonoma regionen Guangxi, i den södra delen av landet, omkring 63 kilometer nordost om regionhuvudstaden Nanning.
Genomsnittlig årsnederbörd är 1 879 millimeter. Den regnigaste månaden är juli, med i genomsnitt 309 mm nederbörd, och den torraste är februari, med 37 mm nederbörd.